# Übersicht der Listen der Naturdenkmale im Landkreis Alzey-Worms
Die Übersicht der Listen der Naturdenkmale im Landkreis Alzey-Worms nennt die Listen und die Anzahl der Naturdenkmale in den Städten und Gemeinden im rheinland-pfälzischen Landkreis Alzey-Worms. Die Listen enthalten 108 im Landschaftsinformationssystem der Naturschutzverwaltung Rheinland-Pfalz verzeichnete Naturdenkmale.

## Alzey
In der verbandsfreien Stadt Alzey sind insgesamt 8 Naturdenkmale verzeichnet.

## Verbandsgemeinde Alzey-Land
In den 24 verbandsangehörigen Gemeinden der Verbandsgemeinde Alzey-Land sind insgesamt 53 Naturdenkmale verzeichnet.
| Ort                      | Naturdenkmalliste                                     | Gesamtanzahl Naturdenkmale |
| ------------------------ | ----------------------------------------------------- | -------------------------- |
| Albig                    | Liste der Naturdenkmale in Albig                      | 1                          |
| Bechenheim               | Liste der Naturdenkmale in Bechenheim                 | 6                          |
| Bechtolsheim             | Liste der Naturdenkmale in Bechtolsheim               | 2                          |
| Bermersheim vor der Höhe | Liste der Naturdenkmale in Bermersheim vor der Höhe   | 1                          |
| Biebelnheim              | Liste der Naturdenkmale in Biebelnheim                | 1                          |
| Bornheim                 | Liste der Naturdenkmale in Bornheim (Rheinhessen)     | 1                          |
| Eppelsheim               | Liste der Naturdenkmale in Eppelsheim                 | 1                          |
| Erbes-Büdesheim          | Liste der Naturdenkmale in Erbes-Büdesheim            | 4                          |
| Esselborn                | Liste der Naturdenkmale in Esselborn                  | 3                          |
| Flomborn                 | Liste der Naturdenkmale in Flomborn                   | 2                          |
| Flonheim                 | Liste der Naturdenkmale in Flonheim                   | 1                          |
| Framersheim              | Liste der Naturdenkmale in Framersheim                | 1                          |
| Freimersheim             | Liste der Naturdenkmale in Freimersheim (Rheinhessen) | 1                          |
| Gau-Heppenheim           | Liste der Naturdenkmale in Gau-Heppenheim             | 1                          |
| Gau-Odernheim            | Liste der Naturdenkmale in Gau-Odernheim              | 2                          |
| Kettenheim               | Liste der Naturdenkmale in Kettenheim                 | 4                          |
| Lonsheim                 | Liste der Naturdenkmale in Lonsheim                   | 5                          |
| Mauchenheim              | Liste der Naturdenkmale in Mauchenheim                | 2                          |
| Nieder-Wiesen            | Liste der Naturdenkmale in Nieder-Wiesen              | 3                          |
| Offenheim                | Liste der Naturdenkmale in Offenheim                  | 3                          |

In Dintesheim,
Nack,
Ober-Flörsheim und
Wahlheim sind keine Naturdenkmale verzeichnet.

## Verbandsgemeinde Eich
In den 5 verbandsangehörigen Gemeinden der Verbandsgemeinde Eich sind insgesamt 7 Naturdenkmale verzeichnet.
| Ort           | Naturdenkmalliste                        | Gesamtanzahl Naturdenkmale |
| ------------- | ---------------------------------------- | -------------------------- |
| Alsheim       | Liste der Naturdenkmale in Alsheim       | 2                          |
| Gimbsheim     | Liste der Naturdenkmale in Gimbsheim     | 2                          |
| Hamm am Rhein | Liste der Naturdenkmale in Hamm am Rhein | 3                          |

In Eich und
Mettenheim sind keine Naturdenkmale verzeichnet.

## Verbandsgemeinde Monsheim
In den 7 verbandsangehörigen Gemeinden der Verbandsgemeinde Monsheim sind insgesamt 9 Naturdenkmale verzeichnet.
| Ort          | Naturdenkmalliste                       | Gesamtanzahl Naturdenkmale |
| ------------ | --------------------------------------- | -------------------------- |
| Hohen-Sülzen | Liste der Naturdenkmale in Hohen-Sülzen | 6                          |
| Monsheim     | Liste der Naturdenkmale in Monsheim     | 1                          |
| Mörstadt     | Liste der Naturdenkmale in Mörstadt     | 1                          |
| Offstein     | Liste der Naturdenkmale in Offstein     | 1                          |

In Flörsheim-Dalsheim,
Mölsheim und
Wachenheim sind keine Naturdenkmale verzeichnet.

## Verbandsgemeinde Wöllstein
In den 8 verbandsangehörigen Gemeinden der Verbandsgemeinde Wöllstein sind insgesamt 7 Naturdenkmale verzeichnet.
| Ort              | Naturdenkmalliste                           | Gesamtanzahl Naturdenkmale |
| ---------------- | ------------------------------------------- | -------------------------- |
| Eckelsheim       | Liste der Naturdenkmale in Eckelsheim       | 2                          |
| Gau-Bickelheim   | Liste der Naturdenkmale in Gau-Bickelheim   | 1                          |
| Stein-Bockenheim | Liste der Naturdenkmale in Stein-Bockenheim | 1                          |
| Wendelsheim      | Liste der Naturdenkmale in Wendelsheim      | 2                          |
| Wonsheim         | Liste der Naturdenkmale in Wonsheim         | 1                          |

In Gumbsheim,
Siefersheim und
Wöllstein sind keine Naturdenkmale verzeichnet.

## Verbandsgemeinde Wonnegau
In den 11 verbandsangehörigen Gemeinden der Verbandsgemeinde Wonnegau sind insgesamt 12 Naturdenkmale verzeichnet.
| Ort                 | Naturdenkmalliste                              | Gesamtanzahl Naturdenkmale |
| ------------------- | ---------------------------------------------- | -------------------------- |
| Bechtheim           | Liste der Naturdenkmale in Bechtheim           | 1                          |
| Dittelsheim-Heßloch | Liste der Naturdenkmale in Dittelsheim-Heßloch | 1                          |
| Gundersheim         | Liste der Naturdenkmale in Gundersheim         | 3                          |
| Gundheim            | Liste der Naturdenkmale in Gundheim            | 2                          |
| Hangen-Weisheim     | Liste der Naturdenkmale in Hangen-Weisheim     | 2                          |
| Osthofen            | Liste der Naturdenkmale in Osthofen            | 2                          |
| Westhofen           | Liste der Naturdenkmale in Westhofen           | 1                          |

In Bermersheim,
Frettenheim,
Hochborn und
Monzernheim sind keine Naturdenkmale verzeichnet.

## Verbandsgemeinde Wörrstadt
In den 13 verbandsangehörigen Gemeinden der Verbandsgemeinde Wörrstadt sind insgesamt 21 Naturdenkmale verzeichnet.
| Ort         | Naturdenkmalliste                      | Gesamtanzahl Naturdenkmale |
| ----------- | -------------------------------------- | -------------------------- |
| Armsheim    | Liste der Naturdenkmale in Armsheim    | 1                          |
| Gabsheim    | Liste der Naturdenkmale in Gabsheim    | 2                          |
| Partenheim  | Liste der Naturdenkmale in Partenheim  | 1                          |
| Saulheim    | Liste der Naturdenkmale in Saulheim    | 5                          |
| Schornsheim | Liste der Naturdenkmale in Schornsheim | 2                          |
| Spiesheim   | Liste der Naturdenkmale in Spiesheim   | 1                          |
| Vendersheim | Liste der Naturdenkmale in Vendersheim | 1                          |
| Wallertheim | Liste der Naturdenkmale in Wallertheim | 1                          |
| Wörrstadt   | Liste der Naturdenkmale in Wörrstadt   | 7                          |

In Ensheim,
Gau-Weinheim,
Sulzheim und
Udenheim sind keine Naturdenkmale verzeichnet.